# Michaił Odincow
Michaił Pietrowicz Odincow (ros. Михаил Петрович Одинцов, ur. 18 listopada 1921 we wsi Połozowo w guberni permskiej, zm. 12 grudnia 2011 w Moskwie) – radziecki generał pułkownik lotnictwa, dwukrotny Bohater Związku Radzieckiego (1944 i 1945).

## Życiorys
W latach 1929–1935 mieszkał we wsi Czernowskoje, Barnaule, Iżewsku i Wotkińsku, a od 1935 w Swierdłowsku, do 1936 skończył 7 klas szkoły. Pracował w fabryce obuwia w Swierdłowsku, w 1938 ukończył kurs w miejscowym aeroklubie, od listopada 1938 służył w Armii Czerwonej, w 1939 skończył wojskową lotniczą szkołę pilotów w Mołotowie (obecnie Perm), a w 1940 szkołę lotniczą w Engelsie. 
Był lotnikiem rezerwowego pułku lotniczego w Zachodnim Specjalnym Okręgu Wojskowym i lotnikiem pułku bombowców w Kijowskim Specjalnym Okręgu Wojskowym, uczestniczył w wojnie z Niemcami jako dowódca klucza 226 pułku bombowców Frontu Południowo-Zachodniego (czerwiec-lipiec 1941), brał udział w walkach obronnych na zachodniej Ukrainie, samolotem Su-2 wykonał wówczas 8 lotów bojowych, zanim 3 lipca 1941 został ciężko ranny. Leczył się do grudnia 1941, później wrócił do pułku, służył w Nadwołżańskim Okręgu Wojskowym, od maja 1942 do czerwca 1943 był zastępcą dowódcy i dowódcą eskadry, pilotem i ponownie zastępcą dowódcy eskadry 800 pułku szturmowego. Od maja do lipca 1942 walczył na Froncie Południowo-Zachodnim, od października 1942 do lutego 1943 i od lutego do marca 1943 Froncie Kalinińskim, w lutym 1943 na Północno-Zachodnim, a od marca do czerwca 1943 Woroneskim, brał udział w operacji woronesko-woroszyłowgradzkiej, wielkołuckiej, diemianskiej i rżewsko-wiaziemskiej. Od czerwca 1943 do maja 1945 był dowódcą eskadry, zastępcą dowódcy pułku, nawigatorem pułku i zastępcą dowódcy pułku, walczył na Froncie Woroneskim, od lipca do października 1943 Stepowym, od października 1943 do lipca 1944 2 Ukraińskim, a od lipca 1944 do maja 1945 1 Ukraińskim, brał udział w bitwie pod Kurskiem, operacji biełgorodzko-charkowskiej, bitwie o Dniepr, operacji kirowogradzkiej, korsuń-szewczenkowskiej, lwowsko-sandomierskiej, sandomiersko-śląskiej, berlińskiej i praskiej. Podczas wojny wykonał 210 lotów bojowych, w walkach powietrznych jego załoga strąciła 3 samoloty wroga.
Po wojnie był zastępcą dowódcy pułków lotniczych w Centralnej Grupie Wojsk w Austrii i w Białoruskim Okręgu Wojskowym, 1946-1948 studiował w Wojskowej Akademii Powietrznej w Monino, w 1952 ukończył Wojskową Akademię Polityczną im. W.I. Lenina i został dowódcą 746 pułku bombowców w Nadbałtyckim Okręgu Wojskowym. Od lipca 1956 do grudnia 1957 dowodził 6 Gwardyjską Dywizją Bombowców w Czerniachowsku, w 1959 ukończył Wojskową Akademię Sztabu Generalnego i został zastępcą dowódcy 46 Armii Powietrznej ds. przygotowania bojowego w Odeskim Okręgu Wojskowym, 1961-1963 był I zastępcą dowódcy 1 Specjalnej Dalekowschodniej Armii Powietrznej w Chabarowsku. Od stycznia do listopada 1963 kierował Centrum Wyszkolenia Kosmonautów im. J. Gagarina, 1963-1965 był zastępcą dowódcy 30 Armii Powietrznej ds. przygotowania bojowego w Rydze, 1965-1967 zastępcą dowódcy sił powietrznych Kijowskiego Okręgu Wojskowego, a od listopada 1967 do czerwca 1971 dowódcą sił powietrznych Północnokaukaskiego Okręgu Wojskowego. Od czerwca 1971 do lipca 1976 dowodził siłami powietrznymi Moskiewskiego Okręgu Wojskowego, 1976-1981 był generalnym inspektorem Inspekcji Sił Wojskowo-Powietrznych Głównej Inspekcji Ministerstwa Obrony ZSRR w stopniu generała pułkownika lotnictwa, a od października 1981 do stycznia 1987 pomocnikiem ds. Wojskowych Sił Powietrznych przedstawiciela Głównego Dowództwa Zjednoczonych Sił Zbrojnych Państw-Stron Układu Warszawskiego w Polsce, w czerwcu 1987 zakończył służbę wojskową. 
Był I wiceprezesem Rosyjskiego Stowarzyszenia Bohaterów Związku Radzieckiego, Bohaterów Federacji Rosyjskiej i polnych kawalerów Orderu Sławy i przewodniczącym Zjednoczonego Komitetu Weteranów Sił Wojskowo-Powietrznych. 9 maja 1995 na jubileuszowej Paradzie Zwycięstwa niósł Sztandar Zwycięstwa. Otrzymał honorowe obywatelstwo Jekaterynburga (1980). Został pochowany na Cmentarzu Trojekurowskim.

## Odznaczenia
- Złota Gwiazda Bohatera Związku Radzieckiego (dwukrotnie - 4 lutego 1944[1] i 27 czerwca 1945)
- Order Lenina (dwukrotnie - 2 lutego 1944 i 29 kwietnia 1957)
- Order Rewolucji Październikowej (16 grudnia 1972)
- Order „Za zasługi dla Ojczyzny” IV klasy (3 grudnia 2001)
- Order Czerwonego Sztandaru (pięciokrotnie - 31 lipca 1942, 1 września 1943, 21 stycznia 1944, 22 lutego 1955 i 16 lutego 1982)
- Order Aleksandra Newskiego (17 sierpnia 1944)
- Order Wojny Ojczyźnianej I klasy (dwukrotnie - 5 listopada 1942 i 11 marca 1985)
- Order Wojny Ojczyźnianej II klasy (22 lutego 1945)
- Order Czerwonej Gwiazdy (30 kwietnia 1954)
- Order „Za służbę Ojczyźnie w Siłach Zbrojnych ZSRR” III klasy (30 kwietnia 1975)
- Medal „Za zasługi bojowe” (20 czerwca 1949)
- Medal „Za zwycięstwo nad Niemcami w Wielkiej Wojnie Ojczyźnianej 1941–1945”
- Medal Żukowa
- Medal „Za odwagę w pożarze”
- Medal „Za wyzwolenie Warszawy”
- Medal „Za wyzwolenie Pragi”
- Medal „Za zdobycie Berlina”
- Medal „Weteran Sił Zbrojnych ZSRR”
- Medal „Za umacnianie braterstwa broni”
- Order „Za zasługi” (Ukraina) III klasy (6 maja 2005)

I odznaczenia zagraniczne.